# Mainland (Shetlandy)

Mainland

Mainland (anglicky Mainland, skotskou gaelštinou Mòr-thìr, starosever. Megenland) je hlavní ostrov Shetlandských ostrovů ve Skotsku. Na ostrově se nachází jediné město (burgh) na Shetlandách - Lerwick a zároveň je hlavním dopravním uzlem zabezpečující většinu leteckého (letiště Sumburgh) a lodního spojení celého souostroví. 
Na ostrově žijí čtyři pětiny obyvatel Shetland a z ostrovů souostroví má Mainland i nejvyšší hustotu osídlení. Podle sčítání v roce 2011 na ostrově žije 18 765 obyvatel, což je zvýšení o sedm procent oproti sčítání v roce 2001, kdy zde žilo 17 550 obyvatel. V hlavním sídle ostrova, Lerwicku, žije téměř 7 tisíc lidí a je jedním z dopravních uzlů ostrova.

## Galerie

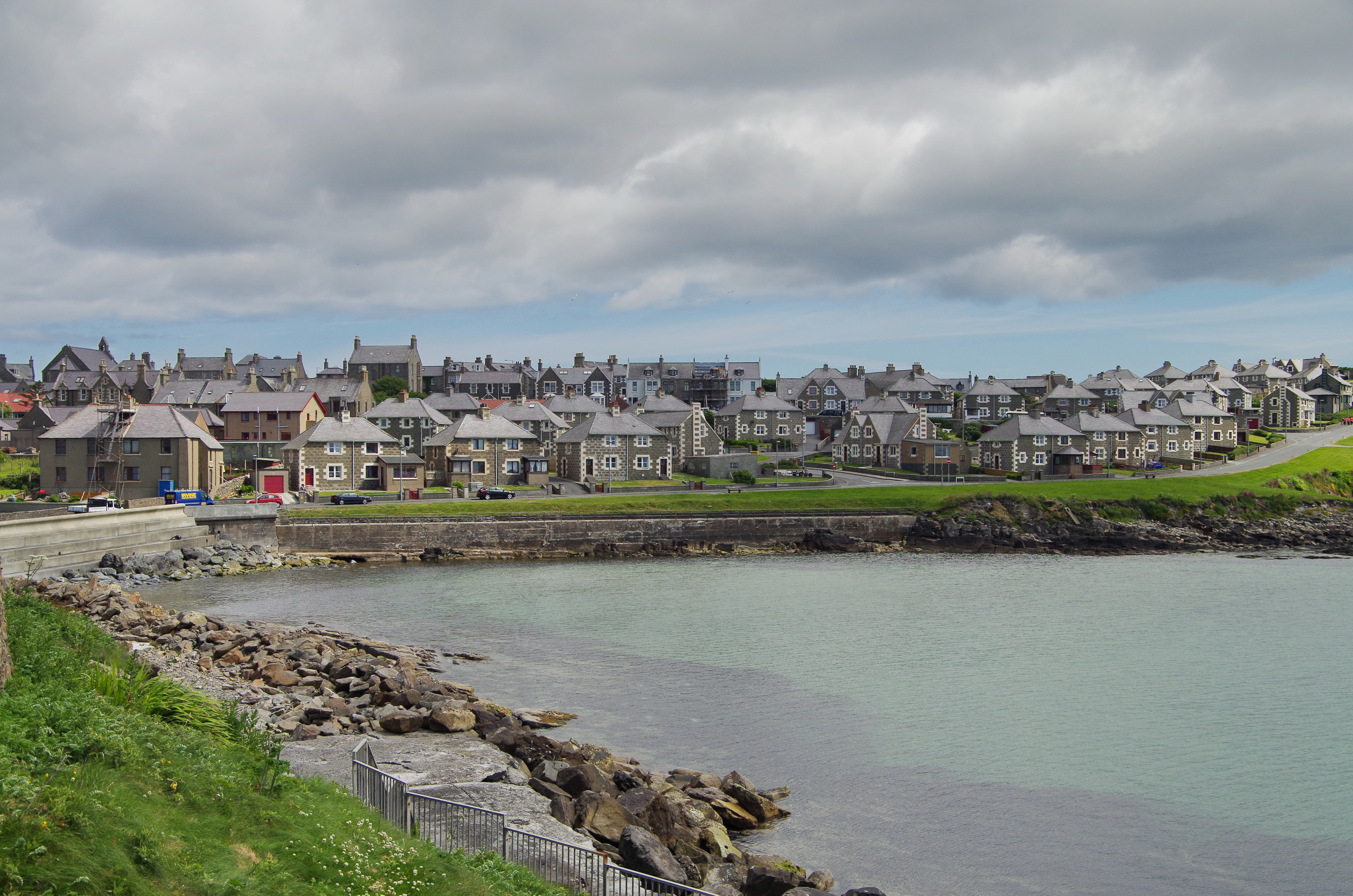
Lerwick
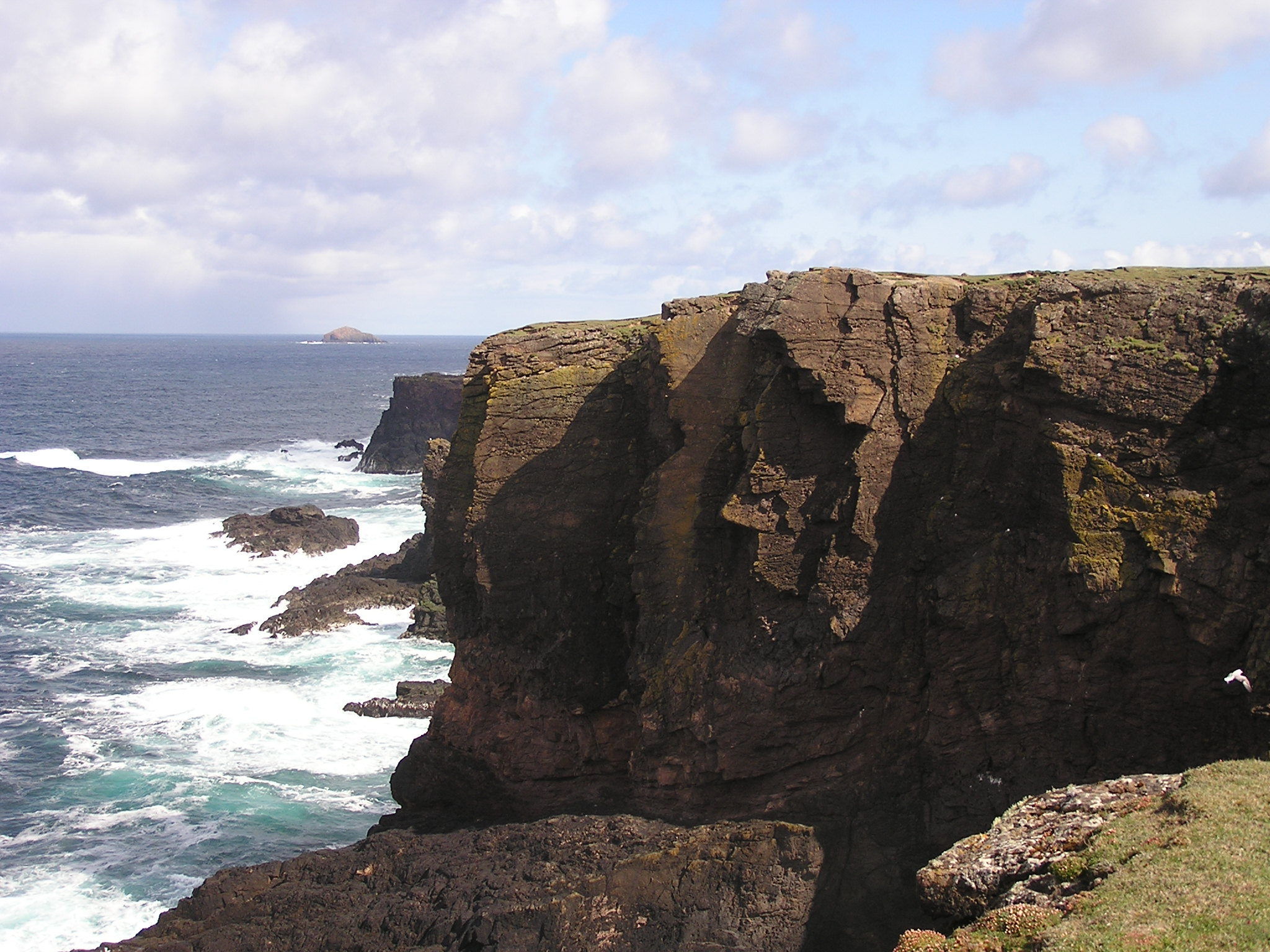
Útesy u Eshanesse
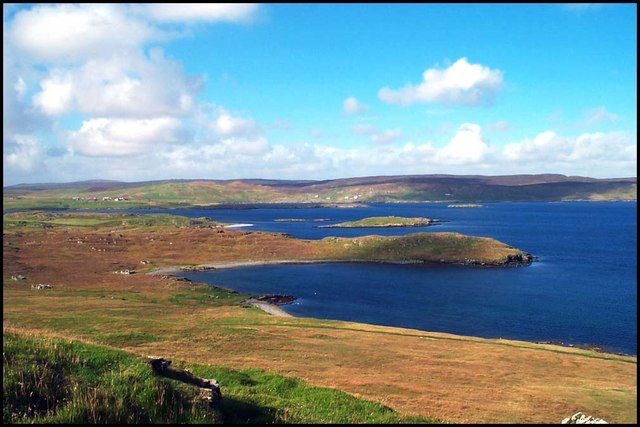
Pobřeží u Brough
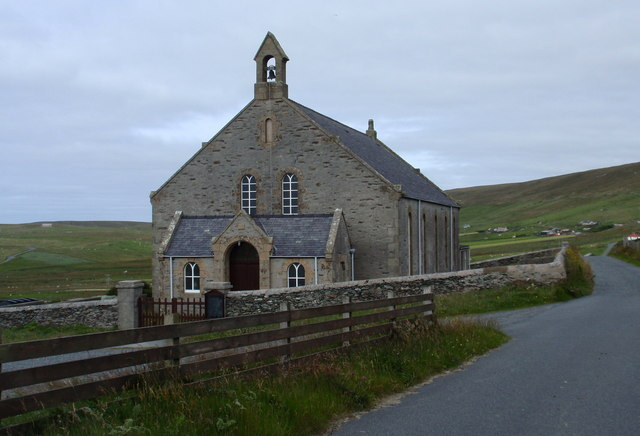
Kostel u Williamsetteru